# Werner Mölders
Werner Mölders (Gelsenkirchen, 18 maart 1913 - Breslau, 22 november 1941) was een Duits gevechtspiloot uit de Tweede Wereldoorlog. Hij was de meest succesvolle jachtpiloot uit de beginperiode van de oorlog. Hij was de eerste Duitser die meer dan honderd vijandige vliegtuigen neerschoot en hij werd onderscheiden met het Ridderkruis van het IJzeren Kruis met Eikenloof, Zwaarden en Briljanten. Uiteindelijk werd hij generaal van de jachtvliegers, en opperbevelhebber van alle Duitse jachtpiloten.

## Wat voorafging
Werner Mölders werd in 1913 geboren als de zoon van de Eerste Wereldoorlog luchtheld Gustaf Mölders. Al op jonge leeftijd stimuleerde zijn vader hem om piloot te worden.
Op 20-jarige leeftijd solliciteerde Mölders bij de Luftwaffe; hij werd echter afgewezen vanwege zijn slechte longen en conditie. Mölders was kortademig en had overgevoelige longen. Een jaar later wist Mölders via zijn goeie vriend Adolf Galland toch bij de Luftwaffe te komen.
Mölders had erg veel talent en had vooral veel tactisch inzicht. Na zijn opleiding werd Mölders vanwege zijn talenten bevorderd tot kapitein.
In 1938 vocht Mölders als luitenant mee met het Condorlegioen. Dit was een eenheid van Luftwaffe piloten die vrijwillig meevochten in de Spaanse Burgeroorlog. Werner Mölders werd de meest succesvolle piloot uit de Spaanse burgeroorlog, hij vernietigde veertien vijandige toestellen. Hij werd onderscheiden met het Spanjekruis in Goud met Zwaarden en Brillanten. Na het einde van de oorlog werd hij benoemd tot majoor.

## Mölders als gevechtspiloot (1939-1940)

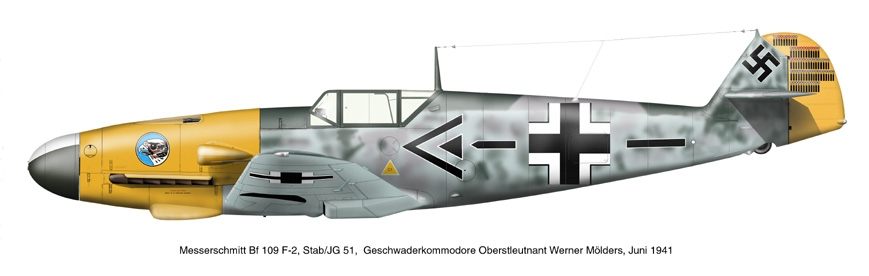
De Messerschmitt Bf 109F van Werner Mölders

Toen de Tweede Wereldoorlog uitbrak leidde Mölders de Duitse gevechtsjagers tijdens hun invasie boven Polen. Tijdens deze periode schoot hij zes toestellen neer.
Mölders nam vervolgens deel aan de invasie van Frankrijk die in mei en juni 1940 plaatsvond. Tijdens deze slag schoot Mölders twaalf Franse toestellen neer. In juni werd Mölders echter zelf boven Frankrijk neergeschoten. Molders verliet per parachute zijn toestel en landde achter de vijandige linies. Mölders werd door de Fransen gevangengenomen en ze wilden hem naar Engeland verschepen. Net op het allerlaatste moment veroverde de Duitsers heel Frankrijk waardoor Mölders weer op vrije voeten kwam.
Tijdens de Slag om Engeland vocht Mölders met zijn Messerschmitt Bf 109 boven Engeland. Mölders schoot 25 Britse vliegtuigen neer, waardoor zijn totaal overwinningen op 57 kwam te staan, hiermee was hij na Adolf Galland met zestig overwinningen de meest succesvolle vlieger van dat moment.
In september 1940 vocht Mölders in zijn eentje tegen een eskader van vier Spitfires. Molders wist er drie neer te schieten maar had moeite met de vierde. Deze bleek gevlogen te worden door de Zuid-Afrikaanse luchtheld Mat Murck. Tijdens een hevig luchtgevecht werd Mölders motor in brand geschoten. Mölders vloog terug naar Frankrijk en maakte daar een noodlanding op het strand, waarbij hij lichtgewond raakte.
Na zijn herstel keerde Mölders terug naar het luchtfront. In oktober, november en december schoot hij nog veertig Britse vliegtuigen neer, waardoor hij de eerste piloot met meer dan honderd vliegtuigen werd. Mölders werd als dank voor deze prestatie beloond met diamanten bij zijn ridderkruis.

## Mölders als Generaal (1941)
In januari 1941 wist Mölders nog zeventien vliegtuigen neer te halen, waardoor zijn totaal aantal neergeschoten toestellen op 117 stond. Mölders was razend populair in Duitsland en Hitler was bang dat de dood van Duitslands nummer 1-piloot een fatale slag voor het moreel zou worden. Daarom vroeg Hitler of Mölders wilde stoppen met het maken van gevechtsvluchten. In plaats daarvan zou Mölders benoemd worden tot generaal en opperbevelhebber worden van alle Duitse jachtpiloten.
Mölders organiseerde diverse gevechtsvluchten en bedacht luchtstrategieën en ook maakte hij voorbereidingen voor een groots opgezette invasie van Rusland.
Mölders was echter een zeer eigenzinnig man, die geloofde in absolute vrijheid van de piloot als individu. Dit idee stond haaks op de mening van Hermann Göring, die geloofde in een strak georganiseerde Luftwaffe met een luchtleiding die de zeggenschap had over het gedrag van iedere piloot. Ook wilde Mölders de straaljager als nieuw wapen introduceren, terwijl Göring meer vertrouwen had in het oude propellervliegtuig.
De meningsverschillen tussen Göring en Mölders ontaardden in een hevige ruzie, die helemaal escaleerde toen de twee een verschil van mening kregen over de oorlog in Rusland. Mölders wilde modernere en beter bewapende vliegtuigen, terwijl Göring alleen maar meer van hetzelfde type vliegtuigen wilde. Tot grote ergernis van Göring kozen veel Luftwaffe-medewerkers en zelfs Adolf Hitler de kant van Mölders. Göring vreesde dat de populariteit van Mölders zijn positie als opperbevelhebber van de Luftwaffe in gevaar zou brengen.
In juni 1941 ging operatie Barbarossa, het grootscheepse offensief van de Duitsers om Rusland te veroveren, van start. De Luftwaffe opereerde grotendeels volgens de plannen die Mölders had uitgeschreven. Göring was jaloers en zag Mölders als een bedreiging.

## De dood van Mölders
In november 1941 kreeg Werner Mölders te horen dat zijn goede vriend Ernst Udet zelfmoord had gepleegd. Mölders vloog als passagier met een Heinkel He 111 naar Zuid-Duitsland om daar de begrafenis van Udet bij te wonen. Na afloop van de begrafenis steeg de Heinkel op, maar op nog geen 5 km van het vliegveld stortte het vliegtuig plotseling neer. Mölders was op slag dood.
Volgens officiële rapporten was het toestel in een hevige windvlaag terechtgekomen en neergestort. Nog steeds gaan er geruchten dat Hermann Göring het vliegtuig van Mölders heeft gesaboteerd.

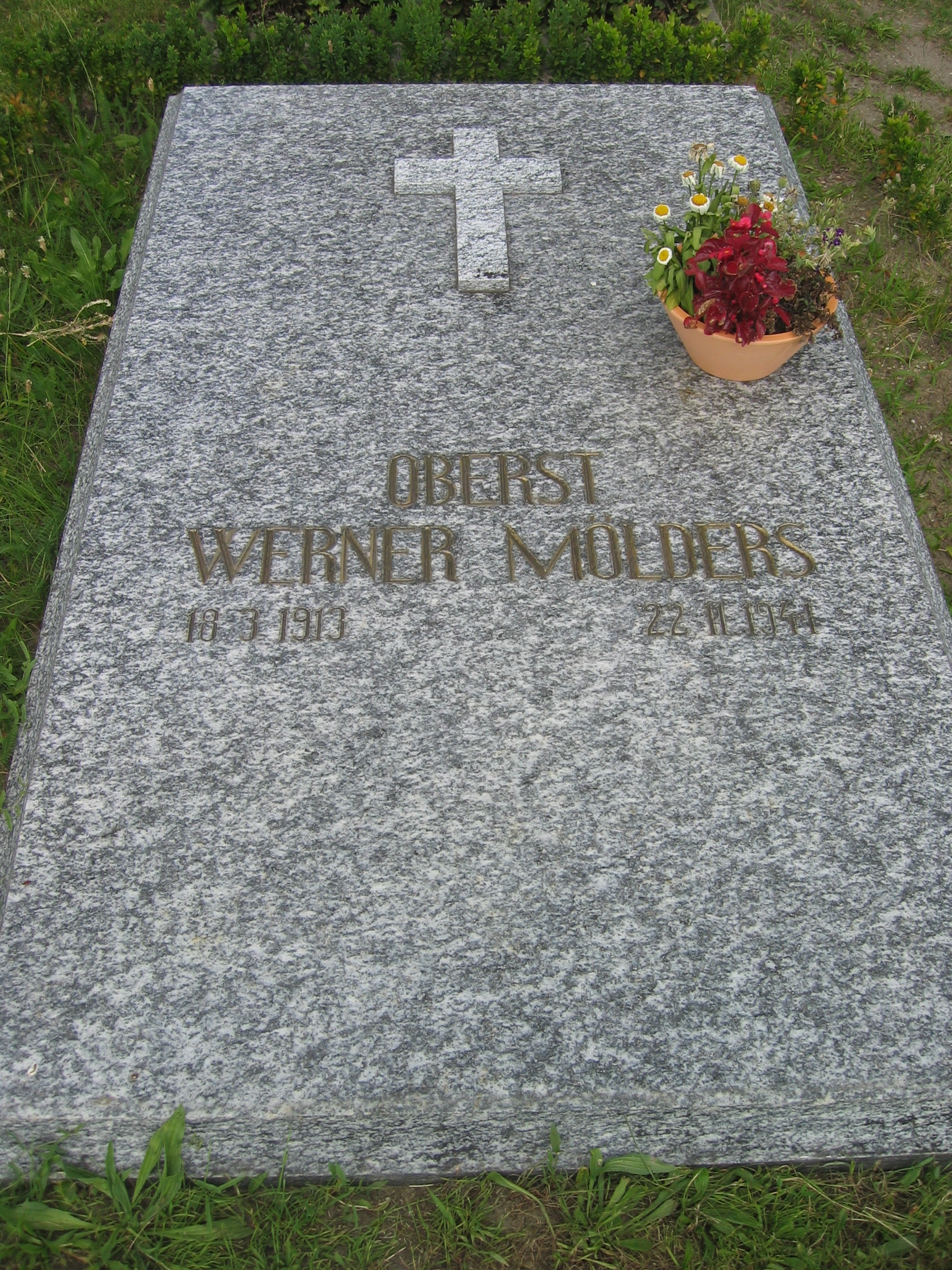
Graf van Werner Mölders op de Invalidenfriedhof in Berlijn.

Mölders functie als generaal der jachtvliegers werd opgevolgd door Adolf Galland.

## Militaire loopbaan
- Fahnenjunker-Gefreiter: 1 oktober 1931[1]
- Fahnenjunker-Unteroffizier: 1 april 1932[1]
- Fähnrich: 1 juni 1933[1]
- Oberfähnrich: 1 februari 1934[1][2]
- Leutnant: 1 maart 1934[3][2]
- Oberleutnant: 20 april 1936[3][2]
- Hauptmann: 18 oktober 1938[3]- 1939[2]
- Major: 19 juli 1940[4][2]
- Oberstleutnant: 25 oktober 1940[4][2]
- Oberst: 20 juli 1941[5][2]

## Decoraties
- Ridderkruis van het IJzeren Kruis op 29 mei 1940 als Hauptmann en Gruppenkommandeur van het III./JG 53[6][7][8][2]
- Ridderkruis van het IJzeren Kruis met Eikenloof (nr.2) op 21 september 1940 als Major en Geschwaderkommodore van het JG 51[6][9][8][2]
- Ridderkruis van het IJzeren Kruis met Eikenloof en Zwaarden (nr.2) op 22 juni 1941 als Oberstleutnant en Geschwaderkommodore van het JG 51[6][10][2]
- Ridderkruis van het IJzeren Kruis met Eikenloof, Zwaarden en Briljanten (nr.1) op 15 juli 1941 als Oberst en Geschwaderkommodore van het JG 51[11][12][8][2]
- Dienstonderscheiding van Leger en Marine voor (vier dienstjaren) op 2 oktober 1936[13][2]
- Medaille voor de Spaanse Burgeroorlog 1936-1939[2] op 4 mei 1939[14][8]
- Spaans Kruis in Goud met Briljanten (Bijzondere Klasse)[2] op 6 juni 1939[14][8]
- Militaire Medaille op 4 mei 1939[14][8]
- Gesp voor Gevechtsvluchten aan het Front voor jachtvliegers in goud[8]
- Gesp voor Gevechtsvluchten aan het Front voor jachtvliegers in goud met briljanten[15][8][2]
- Gewondeninsigne 1939 in zwart[15][8][2]
- Gezamenlijke Piloot-Observatiebadge in Goud met Diamanten in augustus 1940[4][8][2]
- IJzeren Kruis 1939, 1e Klasse (2 april 1940)[14][8]- 3 april 1940[2]en 2e Klasse (20 september 1939)[14][8][2]
- Flugzeugführerabzeichen
- Hij werd elfmaal genoemd in het Wehrmachtsbericht. Dat gebeurde op:
  - 29 mei 1940[8]
  - 6 september 1940[8]
  - 25 september 1940[8]
  - 23 oktober 1940[8]
  - 26 oktober 1941[8]
  - 11 februari 1941[8]
  - 27 februari 1941[8]
  - 18 april 1941[8]
  - 23 juni 1941[8]
  - 1 juli 1941[8]
  - 16 juli 1941[8]